# Печатка Міссурі

Велика печатка штату Міссурі

Велика печатка штату Міссурі — один з державних символів штату Міссурі, США.

## Дизайн
Вигляд печатки розробив суддя Роберт Вільям Веллс.
Центр печатки містить Велику печатку Сполучених Штатів Америки з правого боку, а з лівого боку — символи, що представляють штат. Ведмідь символізує силу і хоробрість, а півмісяць — новизну державності й потенціал для зростання. Оточує їх девіз «United we stand, divided we fall» («Разом ми стоїмо, порізно — падаємо»). Пряжка ременя означає можливість штату вийти зі складу Союзу, якщо той вважатиме це за потрібне, тобто ремінь може бути розстебнутим. Центр щита підтримують двоє могутніх ведмедів гризлі. На сувої вказано девіз штату «Salus Populi Suprema Lex Ecto» (лат. Нехай добробут народу буде найвищим законом) — цитату з книги De Legibus Цицерона.
1820 рік зазначено під сувоєм римськими цифрами, хоча штату Міссурі офіційно не було надано державності до 1821. Шолом над щитом символізує державний суверенітет Міссурі. Велика зірка в оточенні 23 менших зірок у верхній частині печатки представляє статус Міссурі як 24-го штату. Хмара навколо зірок символізує проблеми Міссурі, виниклі під час становлення як штату. По зовнішньому колу написано слова «Велика печатка штату Міссурі».